# Dobřín
Dobřín är en ort i Tjeckien.   Den ligger i regionen Ústí nad Labem, i den centrala delen av landet, 40 km norr om huvudstaden Prag. Dobřín ligger 156 meter över havet och antalet invånare är 488.
Terrängen runt Dobřín är huvudsakligen platt. Dobřín ligger nere i en dal.Runt Dobřín är det ganska tätbefolkat, med 111 invånare per kvadratkilometer. Närmaste större samhälle är Roudnice nad Labem, 2,6 km sydväst om Dobřín. Trakten runt Dobřín består till största delen av jordbruksmark.